# Korakuen Hall
De Korakuen Hall (後楽園ホール, Kōrakuen Hōru) is een sporthal gelegen in de wijk Bunkyo in Tokio Japan. Het stadion staat vooral bekend als thuishaven van vele boks- en worstelwedstrijden. Het stadion werd op 16 april 1962 geopend en heeft een capaciteit van 1800 mensen. Het was tevens het stadion waar de bokswedstrijden werden gehouden voor de Olympische Zomerspelen 1964. In maart van 2011 raakte het gebouw beschadigd door een grote aardbeving. Alle reparaties waren op 18 maart voltooid en een dag later werden er alweer evenementen in het gebouw gehouden. 

## Worstelevenementen
De Korakuen Hall staat bij worstelfans ook wel bekend als de Madison Square Garden van Japan. Alle grote worstelpromoties van Japan hielden grote worstelevenementen in de Korakuen Hall net zoals de WWF in de jaren 80 vele grote shows hield in Madison Square Garden. Daarnaast heeft elke worstelpromotie in Japan, groot of klein, failliet of niet, één of meerdere shows gehouden in de Korakuen Hall. Worstelpromotie Big Japan Pro Wrestling houdt geregeld shows in de Korakuen Hall.

## Tokyo JCB Hall (Korakuen Hall 2)
Op 19 maart 2008 werd een tweede Korakuen Hall, de JCB Hall, geopend. Tokyo Dome Corporation, eigenaar van zowel de Korakuen Hall als de JCB Hall, bleef wel de Korakuen Hall tegen lagen vergoedingen verhuren voor evenementen zodat kleinere organisaties het konden gebruiken. JCB Hall werd vrij weinig door worstelpromoties gebruikt, mede door de hoge huurprijs van het gebouw. Tot op heden wordt het dan ook vooral gebruikt voor concerten en tentoonstellingen.